# Gydułka

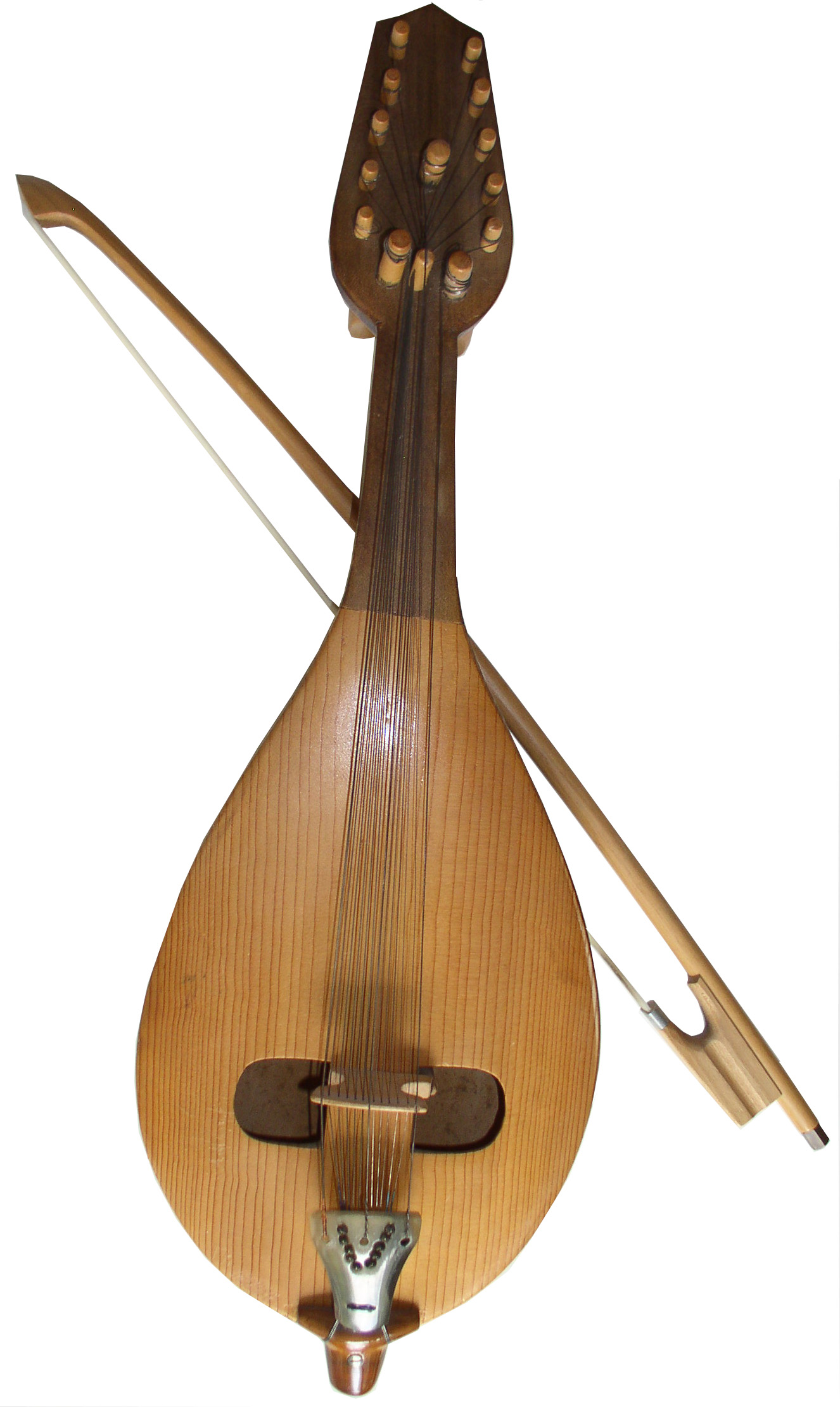
Bułgarska gydułka

Gydułka, gadułka (bułg. Гъдулка) – bułgarski instrument strunowy z grupy smyczkowych. Składa się z pudła rezonansowego (wyżłobionego z jednego kawałka drewna i zakrytego jedną deską), stosunkowo krótkiego i bezprogowego gryfu, trzech metalowych strun głównych i dziesięciu rezonujących (burdonowych). W połowie XX wieku pojawiła się idea standaryzacji tegoż instrumentu.